# Dodge Stratus Coupe
Dodge Stratus Coupe – samochód sportowy klasy średniej produkowany przez amerykańską markę Dodge w latach 2000 – 2005.

## Historia i opis modelu

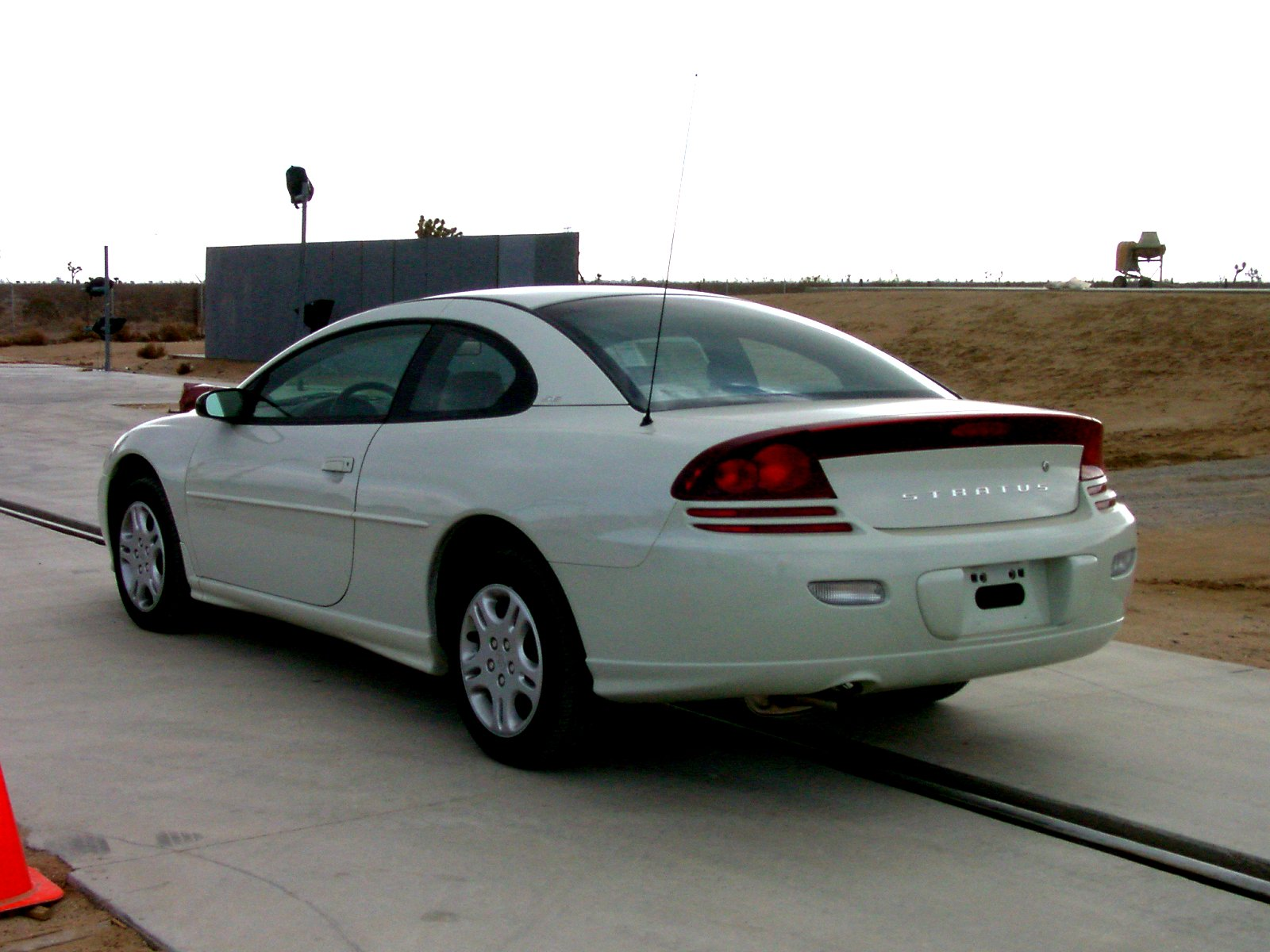
Dodge Stratus Coupe - tył

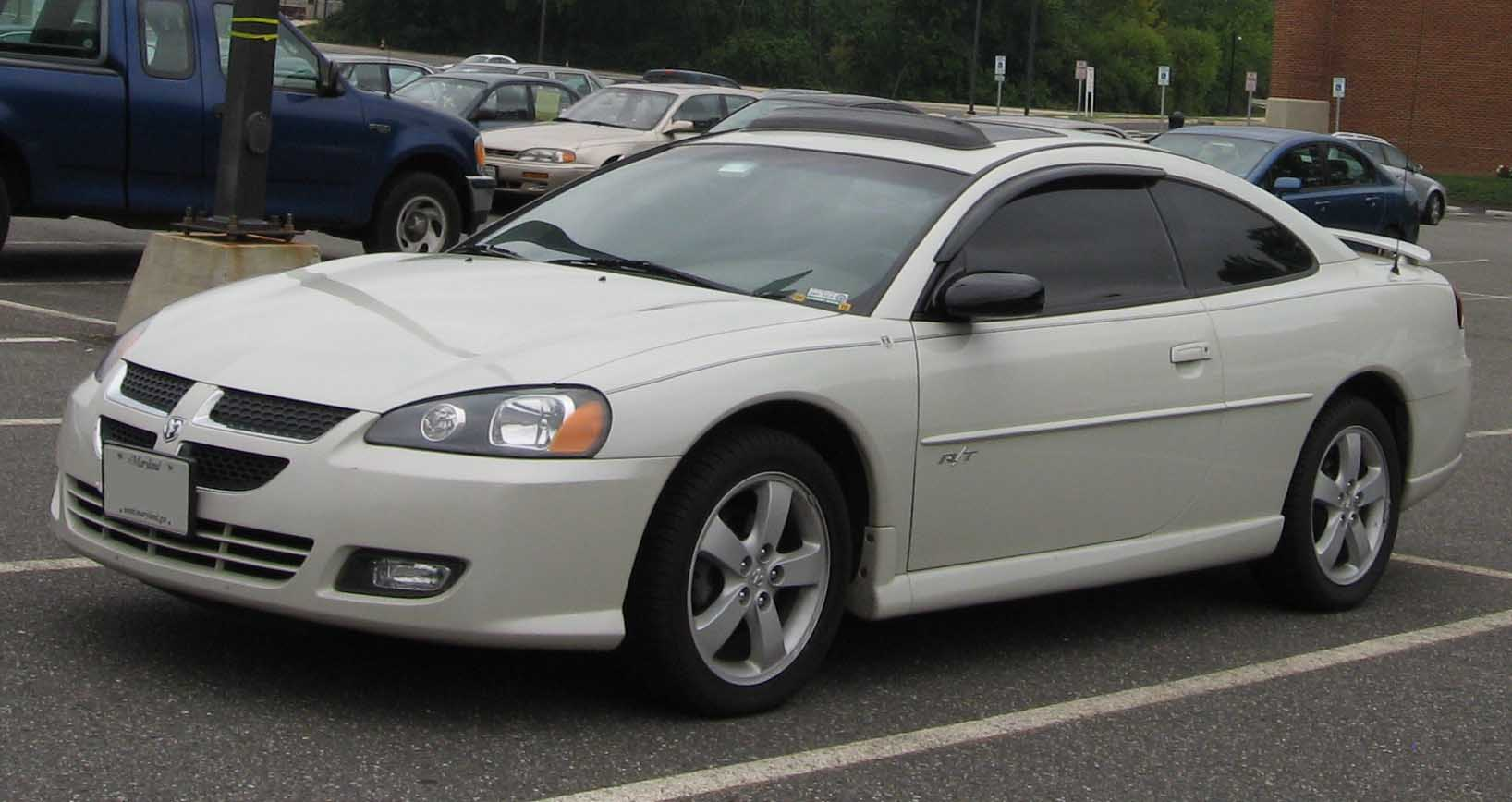
Dodge Stratus Coupe po liftingu

Po zaprzestaniu przez Dodge'a produkcji modelu Avenger w 2000 roku, producent kontynuował współpracę z Chryslerem na polu średniej wielkości coupe. Konstrukcja Chryslera wytwarzana była dalej jako Sebring Coupe, jednak model Dodge'a otrzymał nową nazwę - Stratus Coupe. Samochód ponownie oparto na platformie Mitsubishi Eclipse. 

### Lifting
W 2002 roku Stratus Coupe przeszedł gruntowną modernizację, w ramach której przemodelowano pas przedni i zmieniono kształt atrapy chłodnicy na większą. Reflektory zyskały też zaostrzone kształty. Produkcja została zakończona w 2005 roku bez przewidzianego następcy.

### Silniki
- L4 2.4l
- V6 3.0l